# گراندری
گراندری (به فرانسوی: Grandris) یک کامین (تقسیمات کشوری فرانسه) در فرانسه با جمعیت ۱٬۲۲۲ نفر است که در Canton of Lamure-sur-Azergues واقع شده‌است.